# Viola santiagoensis
Viola santiagoensis är en violväxtart som beskrevs av Wilhelm Becker. Viola santiagoensis ingår i släktet violer, och familjen violväxter. Inga underarter finns listade i Catalogue of Life.